# МиР (космический аппарат)
МиР, также известный как «Юбилейный-2» (RS-40) — российский малый космический аппарат (МКА). Создан в ОАО «Информационные спутниковые системы» им. академика М.Ф.Решетнёва». Предназначен для использования в рамках образовательных студенческих проектов.
В разработке и создании полезной нагрузки космического аппарата активное участие принимали студенты и аспиранты Сибирского государственного аэрокосмического университета, а также специалисты Красноярского научного центра Сибирского отделения РАН. Бортовые приборы разрабатывались и изготавливались в лабораториях СибГАУ, в частности уголковый лазерный отражатель, блок управления полезной нагрузкой, блок коммутации питания, две малые веб-камеры и камера дистанционного зондирования Земли.
«МиР» – второй научно-экспериментальный космический аппарат, созданный на базе платформы «Юбилейный». В 2008 году был запущен МКА «Юбилейный-1», успешно отработавший свой срок активного существования (3 года). Работы по изготовлению аппарата «МиР» («Юбилейный-2») завершились в 2011 году.
МКА «МиР» запущен 28 июля 2012 года ракета-носителем Рокот с космодрома Плесецк в кластере с аппаратом Космос-2481 и двумя спутниками Гонец-М.

## Краткое описание космического аппарата
Конструктивно платформа состоит из негерметичного приборного отсека, образованного шестигранной рамой, на которой смонтированы панели солнечной батареи, и тремя поперечными панелями – верхней, средней и нижней. Бортовая аппаратура размещается как в приборном отсеке, так и на наружной поверхности верхней панели.
Верхняя панель является панелью полезной нагрузки. На средней панели установлена аппаратура служебных систем платформы, в состав которой входит бортовой компьютер, приёмная аппаратура, работающая на частотах 145 МГц, передающая аппаратура, работающая на частотах 435 МГц, а также бортовая аппаратура радионавигации и элементы системы электропитания.
На нижнем днище расположена магнитно-гравитационная система ориентации, в штатном режиме обеспечивающая ориентацию продольной оси МКА на Землю, антенна навигационной аппаратуры.
Панели БС, смонтированные на раме, изготовлены на базе трёхкаскадного арсенида галлия, позволяют обеспечить, электроэнергией бортовую аппаратуру МКА на освещённой части орбиты. Выбранная форма рамы обеспечивает необходимую величину эффективной площади солнечной батареи, при различном положении МКА относительно Солнца. На теневых участках орбиты аппаратуру электроэнергией обеспечивает никель-металгидридная аккумуляторная батарея.
Особенностью данной платформы является пассивная система терморегулирования: требуемый температурный режим обеспечивается нерегулируемым соотношением оптических коэффициентов на поверхностях элементов конструкции объекта, теплоизолирующими элементами, электрообогревателями и тепловыми трубами, которые обеспечивают тепловой режим аппаратуре служебных систем платформы.

## Характеристики
| Параметр                                                                                   | Значение                                                      |
| ------------------------------------------------------------------------------------------ | ------------------------------------------------------------- |
| Тип орбиты                                                                                 | Низкие круговые до 1500 км                                    |
| Масса платформы                                                                            | 30 кг                                                         |
| Масса полезной нагрузки                                                                    | 35 кг                                                         |
| Система терморегулирования                                                                 | На базе газорегулируемых тепловых труб                        |
| Выделяемая мощность для полезной нагрузки                                                  | Не менее 40 Вт средневитковая                                 |
| Ёмкость накопителя для полезной нагрузки                                                   | 1 ГБайт (2 по 512 МБайт)                                      |
| Напряжение питания                                                                         | 12В (10...15В) (27В на отдельные приборы)                     |
| Частоты командных радиолиний: - Земля – Космос - Космос – Земля Частота целевой радиолинии | 145 МГц 435 МГц 2,4 ГГц                                       |
| Скорость передачи данных: - по командной радиолинии - по целевой радиолинии                | 9,6/19,2 кбод вниз, 2,4 кбод вверх 665,4 кбит/с (1,3308 Мбод) |
| Точность ориентации, градусов, не хуже: - крен - тангаж - рысканье                         | ± 3° ± 20°                                                    |
| Срок активного существования                                                               | 1 год                                                         |

## Состав приборов полезной нагрузки
- Камера ДЗЗ. Экспериментальная видеокамера ДЗЗ для видеонаблюдения за поверхностью Земли.
- WEB камера. Камера для непрерывного визуального наблюдения за механическими элементами раскрытия МКА, а также за результатами работы части приборов и конструкции МКА.
- Датчик давления ДД-905. Экспериментальный датчик давления ДД-905, разработан специалистами Новосибирского Государственного Университета.
- Изделие 347К-Ю. Малогабаритный цифровой прибор статического типа для определения геоцентрической вертикали на Землю (типа «Световая вертикаль»).
- Изделие 349К-Ю. Малогабаритный цифро-аналоговый прибор ориентации по Солнцу статического типа.
- Прибор ориентации на солнце ПОС 202М. Прибор без механических устройств для формирования и выдачи информации об угловом положении Солнца в приборной системе координат.
- Магнитометр МА-5. Малогабаритный аналоговый трёхкомпонентный феррозондовый магнитометр для микро- и малых КА.
- Одноосный измеритель угловой скорости ОИУС501. Измеритель угловой скорости на основе волнового оптического гироскопа.
- Твердотельный волновой гироскоп НППМ550. Измеритель угловой скорости, принцип действия которого основан на свойстве инерционности стоячей волны, возбуждаемой в полусферическом кварцевом резонаторе.
- Навигационный прибор (НП-101). Является аппаратурой радионавигации по сигналам глобальных навигационных спутниковых систем ГЛОНАСС и GPS для МКА обзорного наблюдения космического пространства и поверхности Земли.
- Блок управления полезной нагрузкой. Блок управления частью полезной нагрузки (камерами ДЗЗ и WEB, целевым радиоканалом).
- Блок коммутации питания полезной нагрузкой. Представляет собой программно-аппаратную платформу, обеспечивающую взаимодействие блока управления полезной нагрузкой и осуществляющую распределение напряжения питания аппаратуре полезной нагрузки МКА (фотокамеры, навигационная аппаратура, нагреватели и др.).
- Аппаратура ДОКА-Б255Ю ПЛИС.468364.550. Является частью системы дистанционного обслуживания МКА экспериментально-научного направления, которая включает в себя и соответствующие средства наземного комплекса (ДОКА-Н).
- Уголковый отражатель. Экспериментальный прибор, используется для определения параметров орбиты МКА с Земли.
- Экспериментальный модуль БС. Одной из задач является экспериментальная проверка скорости деградации оптических характеристик отражателей солнечного света.
- Приёмопередатчик. Модем для передачи данных с WEB- и ДЗЗ-камер.

## Цели и задачи
- получение научно-технического задела в области космической техники и новых технологий для оборонного, научного и коммерческого применения;
- создание и отработка в натурных условиях экспериментальных составных частей МКА и перспективных космических аппаратов ОАО «ИСС».
- получение опыта создания и эксплуатации МКА для дистанционного зондирования Земли;
- обзорное наблюдение больших площадей Земной поверхности с целью обнаружения источников интересующей информации и определения координатно-временной информации об этих источниках;
- совершенствование современных форм учебной и проектно-командной подготовки специалистов для ОАО «ИСС» с участием студентов СибГАУ на базе совместного научно-образовательного центра "космические системы и технологии" (НОЦ КСТ);
- привлечение к работам по созданию МКА научного потенциала СибГАУ (г. Красноярск) и других ВУЗов;
- отработка и приобретение технологий производства контурных тепловых труб;
- отработка бортовой радиоаппаратуры в интересах Министерства обороны РФ;
- создание и отработка в натурных условиях малогабаритных чувствительных элементов системы ориентации и стабилизации (СОС) с высокими точностными характеристиками;
- создание и отработка в натурных условиях комбинированного малогабаритного магнитопривода для СОС.